# Nouhoum Kobéna
Nouhoum Kobéna, né le 1er juin 1985 à Parakou, est un footballeur béninois. Il évolue au poste de milieu terrain avec Al Medina Tripoli.

## Carrière
- 2004 : Energie sports ( Bénin)
- 2005-2008 : AS Bamako ( Mali)
- 2008-2009 : Djoliba AC ( Mali)
- 2009-2012 : Al Medina Tripoli ( Libye)
- 2012-2014 : KTP Kotka ( Finlande)[1]

## Palmarès
- Champion du Mali : 2009
- Vainqueur de la Coupe du Mali : 2009